# Cryptopipo holochlora
El saltarín verde (Cryptopipo holochlora), también denominado bailarín verde, es una especie de ave paseriforme de la familia Pipridae, una de las dos en el recientemente descrito género Cryptopipo (antes situada en Xenopipo y en Chloropipo). Es nativa de regiones andinas del noroeste y oeste de América del Sur.

## Distribución y hábitat
Se distribuye a lo largo de estribaciones andinas orientales, desde el centro de Colombia (Meta), hacia el sur por Ecuador, hasta el sureste de Perú. Se especula que podría también ocurrir en el extremo noroeste de Bolivia, pero esto no ha sido aún confirmado.
Esta especie es considerada poco común en su hábitat natural: el sotobosque de bosques húmedos, en tierras bajas o en las colinas (donde es más numeroso), por debajo de los 1300 m de altitud.

## Descripción
Mide 12 cm de longitud. A diferencia de otros saltarines, cuyos machos y hembras son completamente diferentes, esta ave no presenta dimorfismo sexuall. Al oriente de los Andes, el plumaje del dorso es verde musgo, con la garganta, el pecho y los flancos verde oliva y el vientre amarillento. El iris es oscuro. Exhibe indistinto anillo ocular pálido. Las patas son grises. Las aves al occidente de los Andes son más oscuras y apagadas (más oliva), de forma que el vientre amarillo contrasta más.

## Comportamiento
Es vista con poca frecuencia, típicamente moviédose calladamente por el sotobosque, algunas veces junto un bandada mixta y otras junto a otras aves en árboles frutales.

### Vocalización
Es callada, raramente da un gruñido «arrn» o un rateado suave.

## Sistemática

### Descripción original
La especie C. holochlora fue descrita por primera vez por el zoólogo británico Philip Lutley Sclater en 1888 bajo el nombre científico Chloropipo holochlora; la localidad tipo es: «Bogotá=pendiente oriental de los Andes, en el área de Bogotá, Colombia».

### Etimología
El nombre genérico femenino «Cryptopipo» se compone de las palabras del griego «kruptos» que significa ‘escondido’, ‘oscuro’, y «pipo, pipōn», una pequeña ave no identificada. y el nombre de la especie «holochlora», se compone de las palabras del griego «holos» que significa ‘entero’  y «khlōros» que significa ‘verde’.

### Taxonomía
La presente especie, era anteriormente colocados junto a los actuales Chloropipo flavicapilla, Chloropipo unicolor y Xenopipo uniformis todos juntos en Chloropipo. Prum (1992) los colocó a todos en el género Xenopipo junto a Xenopipo atronitens. Los estudios de Ohlson et al. (2013) encontraron que Chloropipo y el ampliamente definido Xenopipo eran polifiléticos y describieron un nuevo género, Cryptopipo, para la anteriormente llamada X. holochlora, cuyos datos demostraron estar más próxima a Lepidothrix que a los géneros anteriores; también resucitaron Chloropipo para flavicapilla y unicolor, y retuvieron uniformis en Xenopipo con atronitens. Las propuestas fueron aprobadas en la amplia Propuesta N° 591 al SACC, que redefinió la secuencia linear de toda la familia Pipridae.
La especie Cryptopipo litae, el saltarín del Chocó, (incluyendo la subespecie suffusa), que ocurre a occidente de los Andes y en América Central, era tratada como un grupo de subespecies de la presente, pero fueron separadas como dos especies plenas con base en diferencias morfológicas y de vocalización.

### Subespecies
Según las clasificaciones del Congreso Ornitológico Internacional (IOC) y Clements Checklist/eBird se reconocen dos subespecies, con su correspondiente distribución geográfica:
- Cryptopipo holochlora holochlora (P.L. Sclater, 1888) - pendiente oriental de los Andes y tierras bajas adyacentes desde Colombia (al sur desde Meta) hacia el sur hasta el centro de Perú (Junín).
- Cryptopipo holochlora viridior (Chapman, 1924) - pendiente oriental de los Andes en el sureste de Perú (Cuzco, Puno).